# Gaston Kaboré
Pour les articles homonymes, voir Kaboré.
Gaston Kaboré, né le 23 avril 1951 à Bobo-Dioulasso, au Burkina Faso, est un réalisateur, scenariste, producteur de cinéma, formateur et homme de culture burkinabè. Il est reconnu comme l'un des pionniers de l'industrie cinématographique au Burkina Faso. Il remporte l’Etalon du Yennenga avec le film Buud Yam au 15e Festival panafricain du cinéma et de la télévision de Ouagadougou (FESPACO) en 1997.

## Biographie

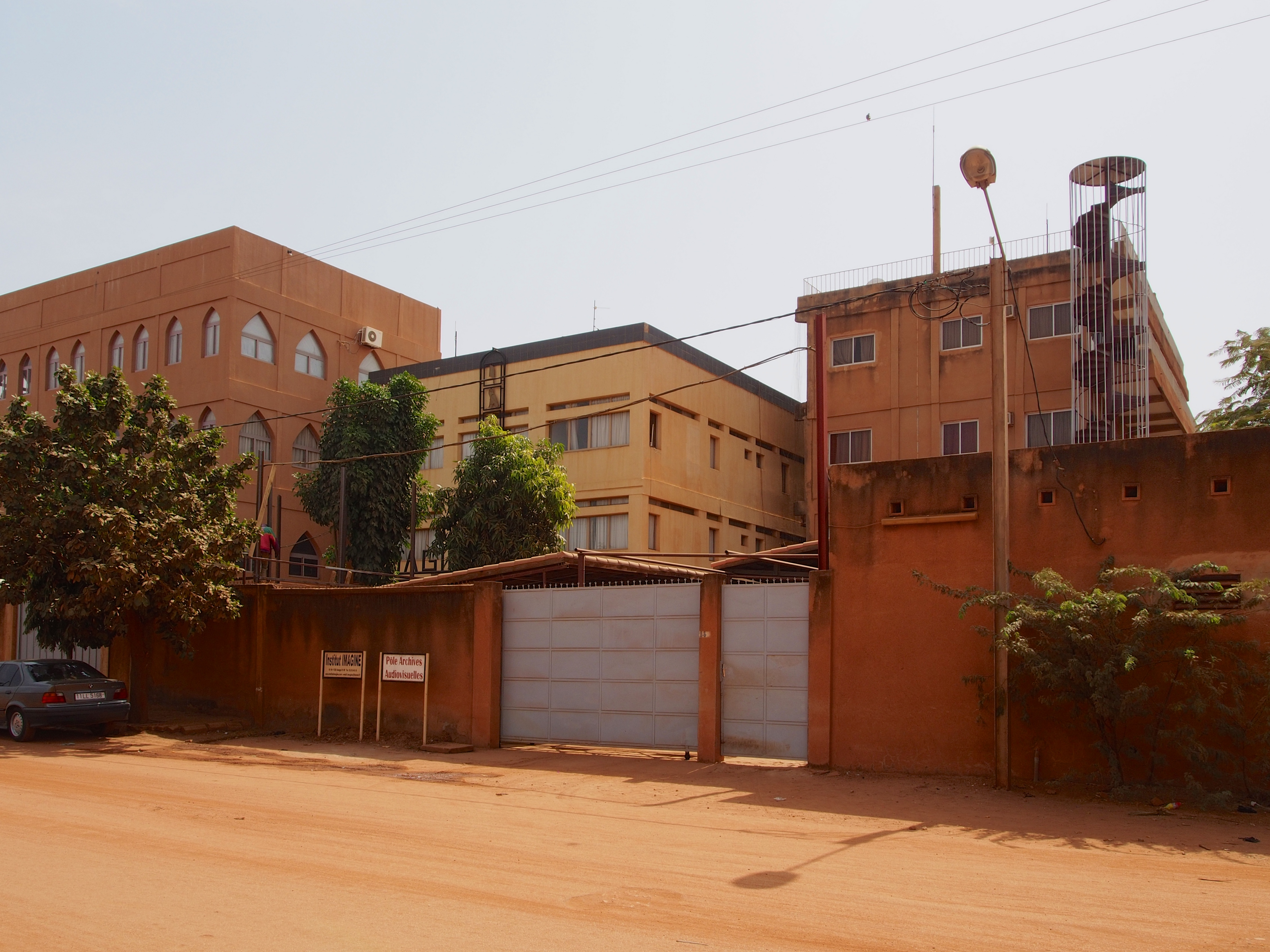
L'institut Imagine à Ouagadougou

### Études
Gaston Kaboré commence des études d'Histoire à l’Université de Ouagadougou, où il obtient une Maitrise. Il poursuit ses études à l'Université de la Sorbonne à Paris, où il décroche un Diplôme d'études approfondies et s'inscrit pour une thèse de doctorat,.
Considère comme l'un des pionniers du cinema au Burkina Faso, le déclic pour le cinéma survient lorsqu'il regarde le film Xala (1975) de Ousmane Sembène. Ce film l'incite à envisager le cinéma comme un moyen d'explorer et de faire découvrir la culture africaine, en appliquant les connaissances acquises lors de ses études d’histoire. Pour lui, la question de la mémoire est très importante. Pendant la rédaction de sa thèse de doctorat de 3e cycle d'histoire à la Sorbonne à Paris, portant sur l'image de l'Afrique dans la presse illustrée en France à la fin du XIXe siècle, Gaston Kaboré découvre comment ces images, produites par d'autres, servent à véhiculer des discours de propagande coloniale.
Motivé par le désir de permettre aux Africains de donner leur propre point de vue, il décide de mettre sa thèse de doctorat entre parenthèses et s'inscrit à  l'École supérieure d'études cinématographiques (ESEC) de Paris pour étudier le cinéma. Il souhaite utiliser le cinéma comme outil de vulgarisation de l'histoire, pour la rendre compréhensible au plus grand nombre. Ce nouveau cursus est couronné par un diplôme d'études en réalisation cinématographique en 1976.

### Carrière
Il est réalisateur depuis 1976. Il réalise plus d'une vingtaine de films de cinéma et de télévision, dont quatre longs métrages qui connaissent un succès national et international. Son premier film Wend Kuuni(Le don de Dieu en 1982), est primé dans le monde entier, dont le César du meilleur film francophone en France en 1985. Ses œuvres suivantes, "Zan Boko" (1988), "Rabi" (1992) et "Buud Yam" (1997), ont également reçu de nombreux prix. Notamment, son dernier long métrage, Buud Yam, remporte l'Étalon de Yennenga, le grand prix du 15e Festival panafricain du cinéma et de la télévision de Ouagadougou en 1997 et est inclus dans la sélection de la Quinzaine des réalisateurs de la même année. Gaston réalise plusieurs autres documentaires et a participe à "Lumière et compagnie" (1995), un chœur consacré au centenaire de la cinématographie. Outre à sa carrière de cinéaste, il dirige plusieurs institutions nationales et internationales, dont le Centre National du Cinéma du Burkina Faso de 1977 à 1988, et il est secrétaire général de la Fédération Panafricaine des Cinéastes jusqu'en 1997. En février 2003, il fonde "l’institut Imagine",un institut de formation continue et de perfectionnement aux métiers du cinéma et de l'audiovisuel basé à Ouagadougou.
Gaston Kaboré siège au jury de la Mostra de Venise en 1994, au Festival de Cannes en 1997 et à la Berlinale en 2009. Aussi, il cofonde en 1991 le magazine « Écrans d’Afrique », centré sur le cinéma africain, et publie son premier roman « Il principe della città di sabbia » en 2008.
Compte tenu du rôle particulièrement important de Gaston Kaboré pour le cinéma africain, la statue du réalisateur, trône sur l'Avenue des cinéastes à Ouagadougou aux côtés de celles d'Alain Gomis, Oumarou Ganda et Cheick Oumar Sissoko.

### Collaboration et motivation
Dans le cadre du tournage de ses films, il sait motiver, et il a mis le pied à l’étrier à de nombreux comédiens burkinabè comme Serges Yanogo (qui joue le rôle principal de Wend Kuuni dans le film Wend Kuuni ou Le Don de Dieu): il y a la célèbre actrice burkinabè, Odilia Yoni dans « Tipoko ou la fille qui ne parle pas aux étrangers », un film de sensibilisation sur la maladie du sommeil. La communicatrice Evelyne Lompo, actrice dans Zan Boko, avoue avoir bénéficié des conseils de Gaston Kaboré.

### Membre de jury
Il a Il a participé à de nombreux festivals de cinéma :
- Membre du jury à la biennale Mostra de Venise 1994,
- Membre du jury au Festival de Cannes 1995
- Membre du jury à la Berlinale 2009.

## Filmographie
- 1977 : Je reviens de Bokin
- 1978 : Stockez et conservez les grains
- 1979 : Regard sur le VIe FESPACO
- 1980 : Utilisation des énergies nouvelles en milieu rural
- 1982 : Le Don de Dieu (Wênd Kûuni)
- 1983 : Roger le fonctionnaire
- 1988 : Zan Boko
- 1992 : Rabi
- 1995 : Lumière et Compagnie (film choral pour les cent ans du cinématographe)
- 1997 : Buud Yam
- 2007 : Le Loup et la Cigogne
- 2009 : L'Afrique vue par..., segment 2000 génération d'Africains

## Distinctions

### Récompenses
- César du meilleur film francophone en 1985 pour Wend Kuuni
- Prix d'Aide à la distribution 1986 au Festival international de films de Fribourg (FIFF), en Suisse, avec le film Le Don de dieu (Wend Kuuni).
- « Tanit d'argent » aux Journées cinématographiques de Carthage 1988 pour Zan Boko
- Prix spécial du jury (« Licorne d'argent ») au Festival international du film d'Amiens 1988 pour Zan Boko
- Grand Prix-Etalon de Yennega pour Buud Yam en 1997 au Festival panafricain du cinéma et de la télévision de Ouagadougou